# Notosphaeridion vestitum
Notosphaeridion vestitum är en skalbaggsart som beskrevs av Martins 1960. Notosphaeridion vestitum ingår i släktet Notosphaeridion och familjen långhorningar. Inga underarter finns listade i Catalogue of Life.